# Regió de Bafatá
La Regió de Bafatá és una regió situada al centre de Guinea Bissau. La seva capital és la ciutat de Bafatá. Limita al nord amb Senegal, a l'oest amb les regions d'Oio i Quinara, al sud amb la regió de Tombali i a l'est amb la regió de Gabú. Juntament amb aquesta última regió forma la província de Leste (est).
L'extensió de territori d'aquesta regió abasta una superfície de 5.981 quilòmetres quadrats, mentre que la població es compon d'uns 225.516 residents (xifres del cens de l'any 2009). La densitat poblacional és de 37,71 habitants per quilòmetre quadrat.

## Divisió interna

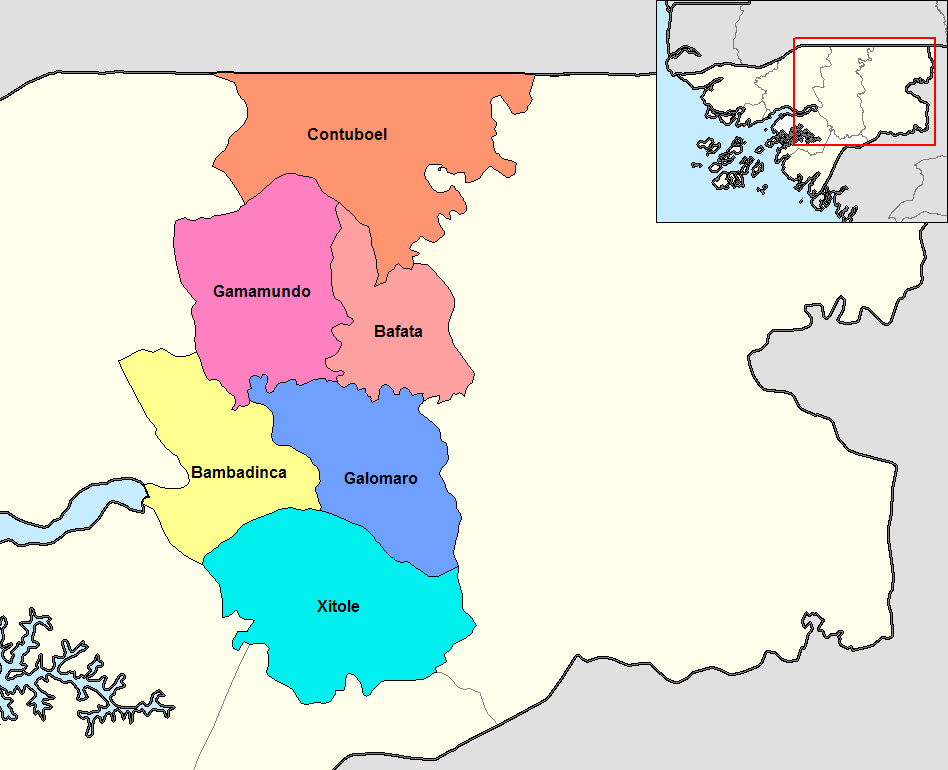
Sectors de la Regió de Bafatá

La regió de Bafatá està dividida en 7 sectors:
- Bafatá
- Bambadinca
- Contuboel
- Sonaco
- Galomaro
- Gamamundo
- Xitole